# Theresa (hrabstwo Jefferson)
Theresa – wieś w Stanach Zjednoczonych, w stanie Nowy Jork, w hrabstwie Jefferson.